# Geniostoma sessile
Geniostoma sessile är en tvåhjärtbladig växtart som beskrevs av Kanehira. Geniostoma sessile ingår i släktet Geniostoma och familjen Loganiaceae. Inga underarter finns listade i Catalogue of Life.